# Corticioide
Els fongs corticioides són un grup de fongs basidiomicets que tenen els basidiocarps llisos que es formen en la part de sota de les branques, unides o caigudes, dels arbres. Originàriament aquests fongs es classificaven dins del gènere Corticium ("corticioide" significa similar a Corticium) i, per tant, dins la família Corticiaceae, però actualment se sap que les espècies de corticioides no estan estretament relacionades. Aquest fet és un exemple d'evolució convergent. Encara que corticioides no sigui un grup taxonòmic s'utilitza en els escrits científics.

## Història
El gènere Corticium va ser establert per Persoon el 1794. Corticium roseum Pers. va ser escollit com espècie tipus. Se'n van arribar a descriure d'aquest gènere unes 1.000 espècies. John Eriksson va revisar els corticioides a partir de l'any 1950 quan es va formar el concepte modern del grup.

## Hàbitat i distribució
La majoria dels corticioides són fongs de la fusta en podriment, unes poques espècies creixen sobre la fullaraca en podriment. Algunes espècies són ectomicorrices associades en simbiosi amb els arbres vius. Unes poques espècies creixen sobre herbes en descomposició, especialment en els aiguamolls.
Els fongs corticioides tenen una distribució cosmopolita però són més comunes en els boscos.